# Toy Soldiers (Martika)
Toy Soldiers is een nummer van de Amerikaanse zangeres Martika uit 1989. Het is de tweede single van haar naar zichzelf vernoemde studioalbum. In 2005 samplede de Amerikaanse rapper Eminem het nummer voor zijn hit Like Toy Soldiers.
Het nummer werd in een aantal landen een hit. In de Amerikaanse Billboard Hot 100 haalde het nummer de eerste positie. In de Nederlandse Top 40 kwam het niet verder dan nummer 17. De Vlaamse Radio 2 Top 30 werd niet gehaald.